# Вітри Дюни
«Вітри Дюни» (англ. The Winds of Dune) — науково-фантастичний роман, написаний Браяном Гербертом і Кевіном Дж. Андерсоном, дія якого відбувається у всесвіті Дюни, створеному Френком Гербертом. Випущена 4 серпня 2009 року, це друга книга в серії «Герої Дюни», яка описує події між «Месією Дюни» (1969) і «Дітями Дюни» (1976) Френка Герберта. Перед публікацією назва роману спочатку була оголошена як «Джессіка з Дюни».
На другому тижні публікації роман піднявся на 15 місце в списку бестселерів The New York Times.

## Введення сюжету
Роман починається з того, що леді Джессіка повертається на Арракіс після зникнення її сина, імператора Пола-Муад'Діба, який за звичаєм вільних пішов у пустелю, щоб померти після того, як осліп. Розповідається також історія дружби Пола і Бронсо Вернія.